# Чесан
Чеса́н (бур. Чисаана, Шисаана) — улус в Кижингинском районе Бурятии. Административный центр сельского поселения «Верхнекодунский сомон».

## География
Расположен у южного подножия Худанского хребта в 55 км к северо-востоку от районного центра, села Кижинга, по северной стороне автодороги местного значения Кижинга — Хуртэй, на правом борте долины реки Чесан (правый приток Худана), в 2,5 км севернее основного русла, в 8 км к северо-востоку от места впадения Чесана в Худан.

## Население
| 2002 | 2010 |
| ---- | ---- |
| 614  | ↘484 |